# Claire Chennault
Claire Chennault fue un teniente general estadounidense conocido por ser el líder de los Tigres Voladores (Flying Tigers), escuadrón de voluntarios que combatió a los japoneses en China desde el 20 de diciembre de 1941, escasos trece días después del ataque japonés a Pearl Harbor.

## Biografía
Descendiente de inmigrantes franceses nació el 6 de septiembre de 1893 en Commerce, Texas, pero se crio en Parroquia de Tensas, Luisiana donde su madre murió cuando él tenía sólo 5 años. Se graduó en la Universidad Estatal de Luisiana. El 25 de diciembre de 1911 se casó con Nell Thompson, con la que tuvo 8 hijos y de la que acabó divorciándose en 1946, volviendo a casarse con Chen Xiangmei, corresponsal de guerra china, con quien tuvo dos hijas más.

### Instructor de vuelo
Antes de comenzar la I Guerra Mundial fue profesor en varios estados, Luisiana, Kentucky. Tras la entrada de Estados Unidos en la guerra se convirtió en instructor de vuelo. Tras el conflicto sirvió en varias patrullas aéreas por todo el país, hasta que en 1937 es obligado a dejar el servicio por desavenencias con sus superiores y problemas de hipoacusia en uno de sus oídos.

### Tigres Voladores

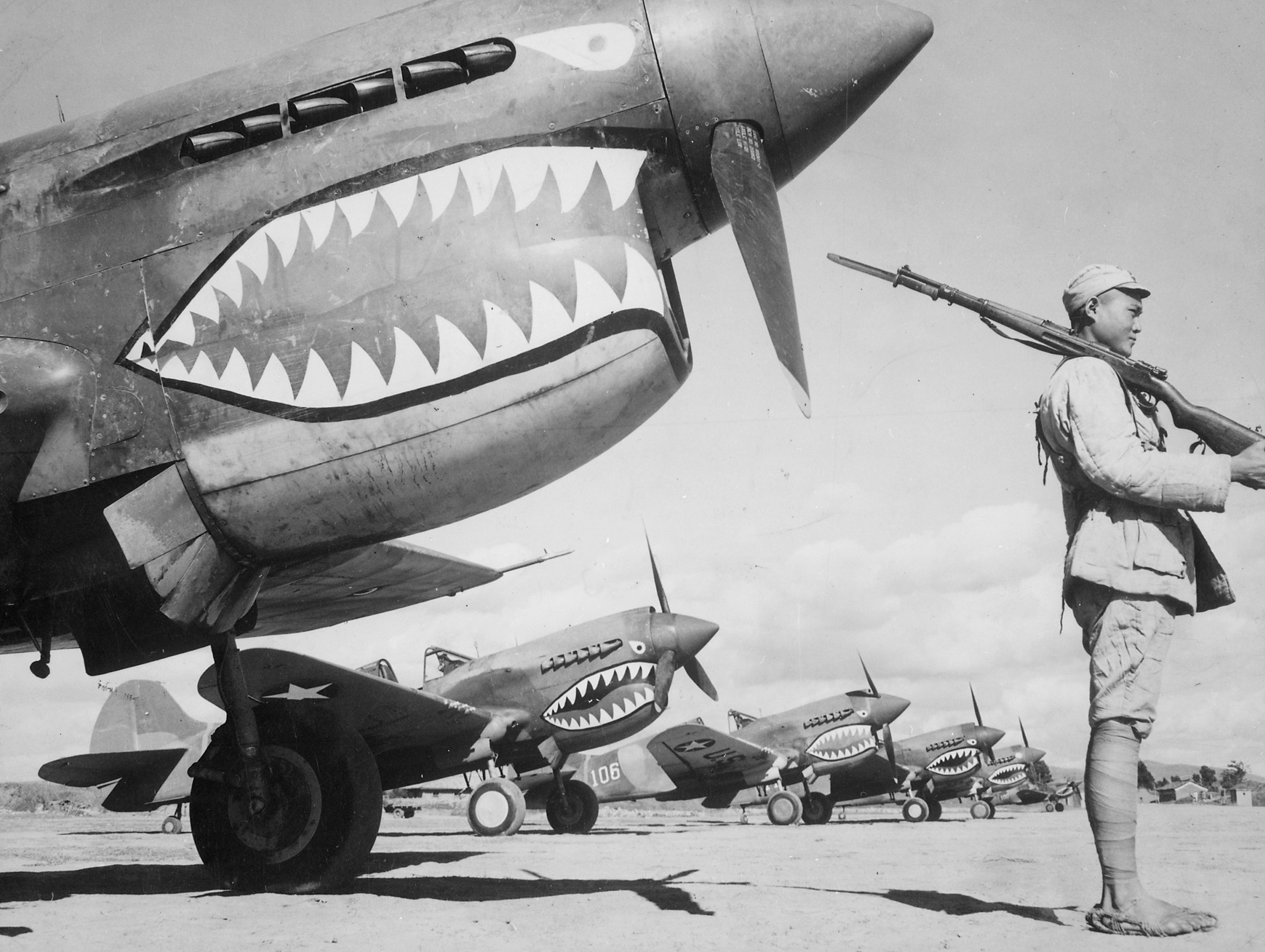
Caza Curtiss P-40 de los Tigres Voladores.

Pronto no tardó en unirse a un grupo de civiles estadounidenses pagados por el gobierno chino del generalísimo Chiang Kai-chek que instruían a los pilotos chinos en su guerra contra Japón. Persuadió al presidente estadounidense Roosevelt para que enviara aparatos y permitiera la formación de un escuadrón de voluntarios (mercenarios), para su lucha en 1941. Este escuadrón, el 1.º de Voluntarios Americanos (AVG), entre ellos estaban los célebres ases Gregory "Pappy" Boyington y David Lee "Tex" Hill. Comenzó a combatir el 20 de diciembre de 1941, trece días después del ataque a Pearl Harbor. Tras la entrada de Estados Unidos en el conflicto, los Tigres Voladores fueron absorbidos por el Ejército de Estados Unidos a mediados de 1942, y Chennault reingresó en el ejército comandando al grupo, que ahora se denominaría 14.º Fuerza Aérea.

### Tropas francesas en Indochina
Uno de los puntos más conflictivos de su campaña fue el abandono de las tropas francesas en Indochina. En sus memorias, explica el objetivo que se le había confiado.

«Las órdenes del Cuartel General precisaban que las unidades francesas no debían recibir ni armas ni municiones. Apliqué las órdenes al pie de la letra, sin poder hacerme a la idea de que dejaba a los franceses siendo masacrados en la jungla, cuando se me obligaba a ignorar oficialmente su suerte». [I carried out my orders to the letter, but did not relish the idea of leaving Frenchmen to be slaughtered in the jungle while I was forced officially to ignore their plight.] Claire Chenault en sus memorias

A pesar de su amplitud y de su inaudita crueldad, el asalto del 9 de marzo no provoca excesivas reacciones en la metrópolis, demasiado ocupada en ese momento en recuperarse de su propia situación. Jacques de Folin destaca que Le Monde fue el único diario en publicar un editorial sobre la aniquilación de las tropas francesas por parte del Ejército japonés. Sin embargo, más de un historiador considera que «la guerra de Indochina comienza el 9 de marzo de 1945».
Casi al final de la guerra unas disputas con altos mandos, en concreto el teniente general Joseph Stilwell, sobre la estrategia a seguir en Asia le obligaron a dejar el mando y abandonar China en julio de 1945. A pesar de ello era considerado por los chinos como un héroe por su liderazgo y su especial dedicación a la China nacionalista.

## Guerra civil china
En 1946 no dudó en volver allí como civil para dirigir una compañía civil de transporte que abastecía a los nacionalistas de Chiang Kai-chek en su guerra civil contra los comunistas de Mao. Esta compañía, como muchas otras en medios similares, resultaba ser una acción encubierta de la OSS, agencia secreta precursora de la CIA, que de este modo encubría sus operaciones secretas. Esta compañía sería vendida posteriormente por la suma de 950.000 dólares a la Office of Policy Coordination, que era un brazo de la CIA.

## Postguerra
Chennault, quien a diferencia de Joseph Stilwell, tenía una muy buena opinión de Chiang Kai-shek, apoyaba los esfuerzos internacionales para los movimientos anticomunistas. Después de retornar a China, compró muchos aviones de baja en las fuerzas aéreas y formó Civil Air Transport (más tarde conocida como Air America). Estos aviones ayudaron a los nacionalistas chinos en su lucha contra los chinos comunistas a finales de la década de 1940, y fueron usadas en apoyo a las fuerzas francesas sitiadas en Indochina y en la ocupación del Kuomintang del norte de Burma entre mediados y finales de la década de 1950, proveyendo apoyo para la policía tailandesa.
En 1951, el ahora retirado General de División Chennault testificó frente al Comité Conjunto del Senado de Fuerzas Armadas y Relaciones Exteriores, el cual investigaba las causas de la caída de China en 1949 frente a las fuerzas comunistas. Junto al General de Ejército Albert C. Wedemeyer, el vicealmirante Oscar C. Badger II y otros, Chennault afirmó que el embargo de armas de la Administración Truman fue un factor psicológico preponderante para los ejércitos chinos nacionalistas.
Chennault abogó por cambios en la forma en que la ayuda internacional era dada ante el Congreso de los Estados Unidos enfocada en dirigir la ayuda sobre la base de metas específicas, con monitoreo estrecho por asesores norteamericanos. Este punto de vista reflejaba sus vivencias durante la guerra civil china, donde oficiales del Kuomintang y oficiales del ejército chino nacionalista semiindependiente distraían la ayuda destinada a los ejércitos nacionalistas. Poco antes de su muerte, Chennault fue llamado a testificar ante el Comité de Actividades Antiestadounidenses del Congreso. Cuando el comité le preguntó quien ganaría la guerra de Corea, su respuesta fue tajante: «Los comunistas».

## Muerte y legado

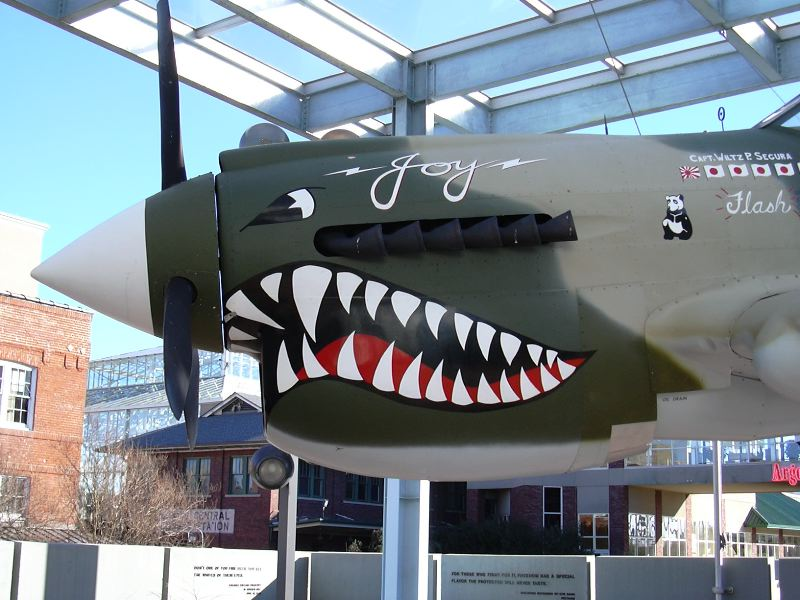
P-40 Warhawk "Joy" en el Museo Memorial USS Kidd Luisiana de Veteranos en Baton Rouge.

Chennault fue promovido honorariamente a Teniente General en la Fuerza Aérea de los Estados Unidos, un día antes de su muerte en el Hospital de la Fundación Ochsner en Nueva Orleans, acaecida el 27 de julio de 1958 de cáncer pulmonar. Está enterrado en el Cementerio Nacional de Arlington (Sección 2, tumba 873). Será siempre recordado por su escuadrón de Tigres Voladores, P-40 con las fauces de tiburón pintadas.